# Pepsi 420
Das Pepsi 420 war ein Rennen im NASCAR Winston Cup. Es wurde von 1958 bis 1984 alljährlich auf dem Nashville Speedway USA ausgetragen. Bei der ersten Austragung im Jahre 1958 betrug die Renndistanz nur 200 Meilen. Bereits 1959 wurde sie auf 300 zu fahrende Meilen und 1960 auf 400 zu fahrende Meilen erhöht. Von 1961 bis 1962 hieß das Rennen „Nashville 500“, so dass gar 500 Meilen zu absolvieren waren. Allerdings wurde das Rennen im Jahre 1961 aufgrund von Regen gekürzt, so dass die Renndistanz letztendlich wieder rund 400 Meilen betrug. Das Rennen im Jahre 1962 ging über die volle Distanz und war somit das längste jemals auf dem Nashville Speedway USA ausgetragene Winston-Cup-Rennen. Von 1963 bis 1969 hieß dann Rennen dann wieder „Nashville 400“. Ab 1970 waren 420 Runden zu fahren.
Nachdem es im Jahre 1985 zu Streitigkeiten um die Managerfrage des Speedways gekommen war, beschloss NASCAR ab der Saison 1985 keine Rennen mehr auf dem Nashville Speedway USA auszutragen.

## Sieger

### Pepsi 420
- 1984: Geoffrey Bodine

### Busch Nashville 420
- 1983: Dale Earnhardt
- 1982: Darrell Waltrip
- 1981: Darrell Waltrip
- 1980: Dale Earnhardt
- 1979: Darrell Waltrip

### Nashville 420
- 1978: Cale Yarborough
- 1977: Darrell Waltrip
- 1976: Benny Parsons
- 1975: Cale Yarborough
- 1974: Cale Yarborough
- 1973: Buddy Baker
- 1972: Bobby Allison
- 1971: Richard Petty
- 1970: Bobby Isaac

### Nashville 400
- 1969: Richard Petty
- 1968: David Pearson
- 1967: Richard Petty
- 1966: Richard Petty
- 1965: Richard Petty
- 1964: Richard Petty
- 1963: Jim Paschal

### Nashville 500
- 1962: Jim Paschal
- 1961: Jim Paschal

### Nashville 400
- 1960: Johnny Beauchamp

### Nashville 300
- 1959: Rex White

### Nashville 200
- 1958: Joe Lee Johnson